# Elateropsis reticulata
Elateropsis reticulata es una especie de escarabajo longicornio del género Elateropsis, tribu, Solenopterini, subfamilia Prioninae. Fue descrita por Gahan en 1890.

## Descripción
Mide 17 mm de longitud.

## Distribución
Se distribuye por Cuba.